# Península de Illescas
La península de Illescas es una de las tres grandes penínsulas de la costa del Perú, junto con la de Paracas y la de Ferrol. Se encuentra situada en el noroeste del país, en la provincia de Sechura, dentro del departamento de Piura. La península es de relieve accidentado, que se adentra en aguas del océano Pacífico y da lugar a una gran extensión de costas de formas variadas —oscuros acantilados con escollos, playas arenosas-rocosas y de pedregullo—, que constituyen ensenadas, caletas, islotes y puntas rocosas con barrancos de hasta 40 metros de altura.
Todo este conjunto litoral tiene una importancia significativa por ser una reserva natural de fauna marítima y avícola. Conserva varias formaciones vegetales que conforman hábitats especiales adaptados a las condiciones extremas de aridez y humedad características del desierto costero del Perú; es un importante lugar como refugio de especies silvestres endémicas, en situación de amenaza, especialmente de fauna ornitológica. Por tal motivo, en el 2021 gran parte de su superficie quedó protegida por ley dentro de la Reserva nacional Illescas, una reserva natural que protege una muestra del paisaje del desierto costero del Perú.

## Descripción geográfica
La península de Illescas con una superficie aproximada de 750 km² y ubicada inmediatamente al sur de la bahía de Sechura, está  constituida por material sedimentario, con un relieve caracterizado por una cadena de cerros estructurales e inhabitados por su topografía y elevada pendiente; que despide de las partes más altas muchas quebradas profundas que van a dar al mar, dando lugar a la formación de cañones muy pronunciados que hacen muy difícil el tránsito por sus faldas, especialmente por el frente occidental.
Por las quebradas y desfiladeros de la península soplan fuertes rachas de viento en forma encajonada, que dejan sentir sus efectos en la costa, especialmente en las caletas inmediatas. Debido a la humedad atmosférica, en ciertas épocas del año germinan yerbas en forma espontánea que sirven para alimentación del ganado de pastoreo. La mayor altitud se alcanza en el cerro Illescas, de 480 m, ubicado en el centro-este de la península; destaca también el cerro Los Hornillos, con 354 m.
En el litoral de la península destacan algunos accidentes entre ellos la punta Aguja, playa Tantalean, punta Charao, playa Nunura, punta Shode, playa punta Shode, punta El Faro, punta La Lobería, punta Nac, punta Tur, playa Nac, punta Nacupio, punta Negra y playa Almires.
Al norte de la península se encuentra el puerto de Bayovar, lugar donde la empresa Petroperu embarca el petróleo del oleoducto nor-peruano que viene desde la selva amazónica y muy cerca a aquel, se halla también el puerto de los fosfatos de Bayovar, explotación minera localizada al este en el desierto de Sechura que transporta también sus minerales por ducto.

## Diversidad biológica
La península de Illescas es un área rica en fauna marina y terrestre que, además posee una gran belleza paisajística, en el que habitan especies asociadas tanto a aguas cálidas como a aguas templadas, debido a que se encuentra dentro de la zona de convergencia de la corriente de Humboldt y la corriente ecuatorial. La diversidad marina presente da soporte a la pesca artesanal que se realiza a lo largo de todo su litoral y que captura anchoveta (Engraulis ringens), sardina (Sardinops sagax), bonito (Sarda sarda chilensis), jurel (Trachurus picturatus murphyi), caballa (Scomber japonicus), lisa (Mugil cephalus), cachema (Cynoscion analis), suco (Paralonchurus peruanus), trambollo (Labrisomus philippii), chita (Anisotremus scapularis) cangrejo violáceo (Platyxanthus orbignyi), langosta (Panulirus gracilis), pulpo (Octopus mimus), etc.
En la península de Illescas habitan algunas especies  endémicas como el gecko de Illescas (Phyllodactylus clinatus) y una subespecie del gorrión peruano (Zonotrichia capensis illescasensis). Asimismo constituye probablemente el único  lugar adyacente al mar peruano donde el cóndor andino (Vultur gryphus) aún se reproduce. Cabe destacar que la zona marino-costera es zona de reproducción para el pingüino de Humboldt (Spheniscus  humboldti), el cormorán de patas rojas (Phalacrocorax  gaimardi) y los lobos marinos (Otaria flavescens).
Otras especies que habitan en la península son el cortarrama  peruana (Phytotoma raimondii), el pelicano peruano (Pelecanus thagus), el cormorán guanay (Phalacrocorax bougainvilli), y el piquero peruano (Sula variegata), especies que se encuentran categorizadas por la legislación peruana como en peligro de extinción.
Especies singulares y de rango restringido también están presentes: el zorro costeño (Lycalopex sechurae), el ratón de sechura (Phyllotis gerbillus), víbora (Bothrops roedingeri), el pinzón apizarrado (Xenospingus concolor), entre otros. También es frecuente los avistamientos de ballenas jorobadas (Megaptera novaeangliae), además es común observar dos especies de delfines: el delfín nariz de botella (Tursiops truncatus) y el delfín común (Delphinus capensis).
El bosque seco también es parte de Illescas. El sapote (Capparis scabrida), el aromo (Acacia huarango) y dos especies de algarrobo (Prosopis pallida y Prosopis juliflora), son comunes en esta frondosa zona.